# David Recordon
David Recordon (Portland, Oregon), 4 de setembre de 1986) és un tecnòleg especialitzat en estàndards oberts i entorns de codi obert, resident a San Francisco, que treballa com a vicepresident d'infraestructures i seguretat a la Chan Zuckerberg Initiative. El 19 de març de 2015 fou nomenat director de Tecnologia de la Informació de la Casa Blanca pel president dels Estats Units, Barack Obama. A través d'aquest paper, va impulsar importants esforços de modernització de la tecnologia que van tocar gairebé tots els aspectes de la Casa Blanca.
Recordon havia treballat anteriorment a Open Platforms Tech Lead, a l'empresa de blocs Six Apart, i més recentment com a director d'enginyeria de Facebook.
Recordon és molt conegut per la seva participació en el desenvolupament i popularització d'OpenID i OAuth.
El 2007, Recordon es va convertir en el receptor més jove del premi de codi obert Google-O'Reilly.
El 5 de gener de 2021, el nou president electe Joe Biden i la vicepresidenta electa Kamala Harris li van donar la benvinguda com a membre del seu equip de transició.